# V343 Весов
V343 Весов (лат. V343 Librae) — одиночная переменная звезда в созвездии Весов на расстоянии (вычисленном из значения параллакса) приблизительно 92658 световых лет (около 28409 парсеков) от Солнца. Видимая звёздная величина звезды — от +13,9m до +13m.

## Характеристики
V343 Весов — пульсирующая медленная неправильная переменная звезда (LB:).